# Красные Луга (Мордовия)
 Красные Луга  — посёлок в Дубёнском районе Мордовии в составе Ардатовского сельского поселения.

## География
Находится на расстоянии примерно 3 километра по прямой на восток от районного центра села Дубёнки.

## История
Основан в 1925 году переселенцами из села Морга. В 1931 году в поселке был отмечен 21 двор

## Население
| 2002 | 2010 |
| ---- | ---- |
| 79   | ↘70  |

Постоянное население составляло 79 человек (мордва-эрзя 96 %) в 2002 году, 70 в 2010 году.